# Udo Di Fabio
Prof. Dr. Dr. Udo Di Fabio (* 26. března 1954, Duisburg-Walsum) je německý právník, pedagog, v letech 1999–2011 zastával post ústavního soudce. Je považován za jednoho z nejrenomovanějších německých právníků.

## Biografie
Je italského původu, jeho dědeček utekl v roce 1920 z italského Abruzza do německého Duisburgu, kde pracoval jako dělník v ocelárně. Vystudoval právo na univerzitě v Bochumi (Ruhr-Universität Bochum) a sociální vědy na univerzitě v Duisburgu.
V lednu roku 2016 se, v rámci migrační krize, vyslovil pro uzavření státních hranic. Je přesvědčen o tom, že je model západní společnosti v krizi.
Je ženatý a má čtyři děti.

## Publikační činnost
Ve svojí literární činnosti se věnuje především společenko-právním tématům.
- Schwankender Westen: Wie sich ein Gesellschaftsmodell neu erfinden muss. (2015)
- Gewissen, Glaube, Religion: Wandelt sich die Religionsfreiheit? (2012)
- Wachsende Wirtschaft und steuernder Staat. (2010)
- Die Kultur der Freiheit. (2005)
- Der Verfassungsstaat in der Weltgesellschaft. (2001)

### České překlady
- Kultura svobody. 1. vyd. Brno : Centrum pro studium demokracie a kultury (CDK), 2009. 311 S. Překlad: Lenka Šedová
- Politická podoba Evropy. Praha : Občanský institut, 2006. 11 S. Překlad: Veronika Dudková.